# Kỳ Hải
Kỳ Hải là một xã thuộc huyện Kỳ Anh, tỉnh Hà Tĩnh, Việt Nam.

## Địa giới hành chính
Xã Kỳ Hải nằm ở phía đông của huyện Kỳ Anh.
- Phía bắc giáp các xã Kỳ Thọ và Kỳ Ninh.
- Phía đông giáp xã Kỳ Hà.
- Phía nam giáp các xã Kỳ Hưng và Kỳ Châu.
- Phía tây giáp xã Kỳ Thư.

## Hành chính
Năm 1977, một phần diện tích và dân số của xã Kỳ Hải được tách ra để thành lập xã Kỳ Hà.

## Địa lý tự nhiên
Từ xa xưa trên địa bàn xã này có tuyến kênh Nhà Lê nối từ  kinh đô Hoa Lư đến Đèo Ngang đi qua, là tuyến đường thủy đầu tiên trong lịch sử Việt Nam và được coi là tuyến đường Hồ Chí Minh trên sông vì những đóng góp cho các cuộc chiến tranh của người Việt.